# Moukamo
Moukamo eller Mouhamonlampi är en sjö i Finland. Den ligger i kommunen Posio i landskapet Lappland, i den norra delen av landet, 700 km norr om huvudstaden Helsingfors. Moukamo ligger 245,5 meter över havet. Arean är 50,7 hektar och strandlinjen är 6,64 kilometer lång. Sjön  ingår i Kemi älvs huvudavrinningsområde. 